# Julita Saner
Julita Saner (* 29. April 1999 in Västerås) ist eine schwedische Tennisspielerin.

## Karriere
Saner spielt bislang vorrangig auf Turnieren der ITF Women’s World Tennis Tour, wo sie aber noch keinen Titel gewinnen konnte.
Sie ist mehrfache schwedische Juniorinnenmeisterin und spielt für den Uppsala Tennisklubb. Im Mai 2014 spielte sie ihr erstes ITF-Turnier. 2016 war Julita Saner die jüngste Schwedin mit einem Einzelranking auf der WTA-Tour.
2018 erreichte sie in Marbella sowie 2019 in Varberg das Halbfinale im Damendoppel, sowie 2021 in Scharm asch-Schaich das Finale mit Partnerin Kajsa Rinaldo Persson, das sie nur knapp mit 1:6, 6:1 und [6:10] verloren
In der 2. Tennis-Bundesliga spielte Saner 2017 für den TC Großhesselohe.

## Turniersiege

### Doppel
| Nr. | Datum            | Turnier  | Kategorie | Belag             | Partnerin         | Finalgegnerin                      | Ergebnis         |
| --- | ---------------- | -------- | --------- | ----------------- | ----------------- | ---------------------------------- | ---------------- |
| 1.  | 2. Dezember 2022 | Loudada  | ITF W15   | Hartplatz (Halle) | Iveta Dapkute     | Lee Pei-chi Maria Vittoria Viviani | 6:3, 4:6, [10:7] |
| 2.  | 10. Juni 2023    | Monastir | ITF W15   | Hartplatz         | Natalia Siedliska | Alyssa Reguer Beatrice Stagno      | 6:4, 6:2         |